# Severní státní dráha

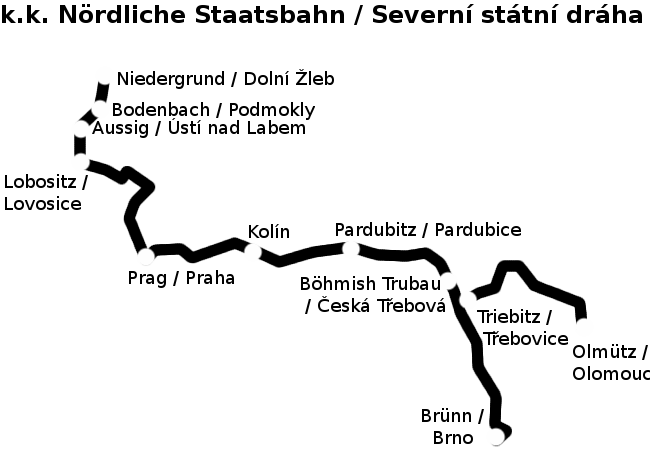
Severní státní dráha

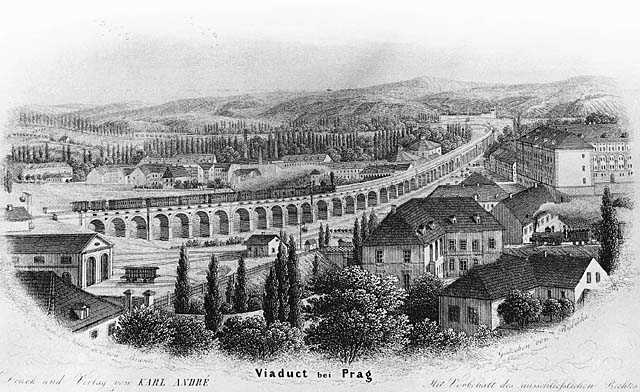
Negrelliho viadukt

Severní státní dráha byla první rakouským státem vlastněná železniční trať na českém území.
Souhlas se stavbou potvrdil císař Ferdinand I. 26. listopadu 1842 a do konce roku byla podepsána mezistátní dohoda mezi Rakouskem a Saskem. Kancléř Metternich údajně vyjádřil obavu, že nového spojení do Drážďan využijí především darebáci a revolucionáři k šíření podvratné činnosti.[zdroj?]
Trať vedla z Olomouce přes Českou Třebovou do Prahy a Drážďan. V České Třebové se připojovala odbočná trať z Brna. V Olomouci a Brně se Severní státní dráha napojovala na Severní dráhu císaře Ferdinanda.
Úsek Drážďany – pohraniční stanice Dolní Žleb – Podmokly stavěla a provozovala společnost „Sasko-česká státní dráha“.
Když v roce 1854 dosáhl rakouský státní deficit výše několika set miliónů zlatých, byla Severní státní dráha prodána nově utvořené Rakouské společnosti státní dráhy, ovládané francouzským kapitálem.

## Chronologie výstavby
- 1841: rozhodnuto, že stát převezme výstavbu páteřních železničních tratí
- 1842: zřízeno generální ředitelství státních drah
- 1842: uzavřena rakousko-saská smlouva
- 1842–1845: vybudována trať z Olomouce přes Zábřeh a Českou Třebovou do Prahy
- 1843–1849: vybudována trať z Brna do České Třebové
- 1845–1851: vybudována trať z Prahy do Drážďan